# Gripau gegant
El gripau gegant o gripau marí (Rhinella marina) és un gripau natiu d'Amèrica: Amèrica Central i de l'Amèrica del Sud. Pertany al gènere Rhinella, que inclou un centenar d'espècies de gripaus diferents, originàries d'Amèrica.
És un animal fèrtil a causa del gran nombre d'ous que ponen les femelles. El seu èxit reproductiu es deu també, en part, a la varietat dels aliments que pot constituir la seva dieta, poc comú entre els anurs, i que tant inclou materials vius com morts. En general, els adults aconsegueixen de 10 a 15 centímetres de llargada. El major exemplar de l'espècie del qual se'n té notícia mesurava 38 centímetres de llargada i pesava 2,65 quilograms.

## Espècie invasora
El gripau gegant és una espècia invasora en Austràlia i certes illes en el Carib. Té un apetit considerable, i és útil en el control d'alguns nocius agrícoles. Els gripaus gegants reprodueixen ràpidament i mengen diversos insectes que amenacen la canya de sucre. El gripau gegant fou introduït deliberadament en Austràlia i el Carib per llauradors en aquestes zones, i, sense depredadors locals, s'ha convertit en un problema ecològic molt important.

Propagació del gripau gegant a Austràlia

A Austràlia foren introduïts per a controlar la població d'un insecte natiu, Dermolepida albohirtum, un nociu de la canyamel, però sense èxit, i el gripau ha tingut un efecte negatiu en la biodiversitat del país. El problema d'aquestes espècies natives no resulta de la depredació del gripau, sinó al fet que el gripau és verinós; les serps i els llangardaixos que el mengen són intoxicats i freqüentment moren després de menjar-se'l. Moltes espècies a Austràlia són amenaçades pel gripau.